# Андреас Вінчігерра
Андреас Вінчігерра (швед. Andreas Vinciguerra; нар. 19 лютого 1981) — колишній шведський тенісист.
Найвищу одиночну позицію світового рейтингу — 33 місце досяг 5 листопада 2001, парну — 261 місце — 19 лютого 2001 року.
Здобув 1 одиночний титул.
Найвищим досягненням на турнірах Великого шолома було 4 коло в одиночному розряді.
Завершив кар'єру 2013 року.

## Фінали турнірів ATP за кар'єру

### Одиночний розряд: 4 (1–3)
| Легенда                         |
| ------------------------------- |
| Турніри Великого шлема (0–0)    |
| Фінали Світового туру ATP (0–0) |
| Серія ATP Мастерс 1000 (0–0)    |
| Серія ATP 500 (0–0)             |
| Серія ATP 250 (1–3)             |

| Фінали за покриттям |
| ------------------- |
| Тверде (1–1)        |
| Ґрунт (0–2)         |
| Трава (0–0)         |
| Килим (0–0)         |

| Фінали за типом корту |
| --------------------- |
| Відкритий корт (0–2)  |
| Закритий корт (1–1)   |

| Результат | W–L | Дата     | Турнір               | Рівень           | Покриття | Суперник           | Рахунок       |
| --------- | --- | -------- | -------------------- | ---------------- | -------- | ------------------ | ------------- |
| Поразка   | 0–1 | Лип 1999 | Swedish Open, Швеція | Серія Інтернешнл | Ґрунт    | Хуан Антоніо Марін | 4–6, 6–7(4–7) |
| Перемога  | 1–1 | Бер 2000 | Копенгаген, Данія    | Серія Інтернешнл | Тверде   | Магнус Ларссон     | 6–3, 7–6(7–5) |
| Поразка   | 1–2 | Лип 2000 | Swedish Open, Швеція | Серія Інтернешнл | Ґрунт    | Магнус Норман      | 1–6, 6–7(6–8) |
| Поразка   | 1–3 | Лют 2001 | Копенгаген, Данія    | Серія Інтернешнл | Тверде   | Тім Генман         | 3–6, 4–6      |

## Фінали ATP Челленджер і ITF Ф'ючерс

### Одиночний розряд: 10 (5–5)
| Легенда              |
| -------------------- |
| ATP Челленджер (3–4) |
| ITF Ф'ючерс (2–1)    |

| Фінали за покриттям |
| ------------------- |
| Тверде (1–2)        |
| Ґрунт (3–3)         |
| Трава (0–0)         |
| Килим (1–0)         |

| Результат | W–L | Дата     | Турнір                        | Рівень     | Покриття | Суперник            | Рахунок                 |
| --------- | --- | -------- | ----------------------------- | ---------- | -------- | ------------------- | ----------------------- |
| Поразка   | 0-1 | Лип 1998 | Данія F1, Коллінг             | Ф'ючерс    | Ґрунт    | Фредерік Феттерлейн | 1–6, 2–6                |
| Перемога  | 1-1 | Жов 1998 | Фінляндія F4, Оулу            | Ф'ючерс    | Килим    | Олів'є Тома         | 6–3, 1–0 ret.           |
| Перемога  | 2-1 | Вер 1999 | Щецин, Польща                 | Челленджер | Ґрунт    | Хуан Антоніо Марін  | 6–2, 6–4                |
| Перемога  | 3-1 | Чер 2000 | Простейов, Чехія              | Челленджер | Ґрунт    | Жером Гольмар       | без гри                 |
| Поразка   | 3-2 | Бер 2006 | Сараєво, Боснія і Герцеговина | Челленджер | Тверде   | Андреас Бек         | 6–2, 6–7(1–7), 6–7(4–7) |
| Поразка   | 3-3 | Сер 2006 | Трані, Італія                 | Челленджер | Тверде   | Хуан Пабло Гусман   | 1–6, 6–3, 6–7(1–7)      |
| Перемога  | 4-3 | Сер 2006 | Манербіо, Італія              | Челленджер | Ґрунт    | Адріан Гарсія       | 7–6(7–3), 6–1           |
| Поразка   | 4-4 | Вер 2006 | Дюссельдорф, Німеччина        | Челленджер | Ґрунт    | Євген Корольов      | 6–7(4–7), 3–6           |
| Поразка   | 4-5 | Кві 2009 | Рим, Італія                   | Челленджер | Ґрунт    | Даніель Коллерер    | 3–6, 3–6                |
| Перемога  | 5-5 | Жов 2012 | Швеція F7, Єнчепінг           | Ф'ючерс    | Тверде   | Ерік Хвойка         | 6–4, 7–6(7–3)           |

### Парний розряд: 1 (0–1)
| Легенда              |
| -------------------- |
| ATP Челленджер (0–0) |
| ITF Ф'ючерс (0–1)    |

| Фінали за покриттям |
| ------------------- |
| Тверде (0–0)        |
| Ґрунт (0–1)         |
| Трава (0–0)         |
| Килим (0–0)         |

| Результат | W–L | Дата     | Турнір             | Рівень  | Покриття | Партнер      | Суперники                       | Рахунок  |
| --------- | --- | -------- | ------------------ | ------- | -------- | ------------ | ------------------------------- | -------- |
| Поразка   | 0-1 | Чер 2013 | Італія F10, Чезена | Ф'ючерс | Ґрунт    | Сандер Гройн | Гвідо Андреоцці Агустін Велотті | 4–6, 1–6 |

## Юніорські фінали турнірів Великого шолома

### Одиночний розряд: 1 (1 поразка)
| Результат | Рік  | Турнір                                 | Покриття | Суперник       | Рахунок       |
| --------- | ---- | -------------------------------------- | -------- | -------------- | ------------- |
| Поразка   | 1998 | Відкритий чемпіонат Австралії з тенісу | Тверде   | Жюльєн Жанп'єр | 6–4, 4–6, 3–6 |

## Часовий графік результатів
| W | Ф | ПФ | ЧФ | #Р | КТ | К# | DNQ | A | NH |

### Одиночний розряд
| Турніри Великого шлему                 |     |      |              |              |              |              |              |        |       |     |
| Відкритий чемпіонат Австралії з тенісу | 3р  | 4р   | 2р           | 3р           |              |              | К1р          | 0 / 4  | 8–4   | 67% |
| Відкритий чемпіонат Франції з тенісу   | 1р  | 2р   |              | 1р           |              |              |              | 0 / 3  | 1–3   | 25% |
| Вімблдонський турнір                   | 2р  | 2р   |              | 1р           |              |              |              | 0 / 3  | 2–3   | 40% |
| Відкритий чемпіонат США з тенісу       | 1р  | 1р   | 1р           | 2р           |              |              |              | 0 / 4  | 1–4   | 20% |
| В-П                                    | 3–4 | 5–4  | 1–2          | 3–4          | 0–0          | 0–0          | 0–0          | 0 / 14 | 12–14 | 46% |
| Тур ATP Мастерс 1000                   |     |      |              |              |              |              |              |        |       |     |
| Індіан-Веллс                           |     | 1р   |              |              |              |              |              | 0 / 1  | 0–1   | 0%  |
| Відкритий чемпіонат Маямі з тенісу     | 3р  | 2р   |              |              |              |              |              | 0 / 2  | 3–2   | 60% |
| Монте-Карло                            | 1р  | 1р   | 1р           |              |              |              |              | 0 / 3  | 0–3   | 0%  |
| Рим                                    | К2р | ПФ   |              |              |              |              |              | 0 / 1  | 4–1   | 80% |
| Гамбург                                |     | 1р   |              |              |              |              |              | 0 / 1  | 0–1   | 0%  |
| Мастерс Канада                         | 1р  | 2р   |              |              |              |              |              | 0 / 2  | 1–2   | 33% |
| Мастерс Цинциннаті                     | 1р  | 1р   |              |              |              |              |              | 0 / 2  | 0–2   | 0%  |
| Штутгарт                               | 1р  | 1р   | Не проводили | Не проводили | Не проводили | Не проводили | Не проводили | 0 / 2  | 0–2   | 0%  |
| Париж                                  |     | ПФ   |              |              |              |              |              | 0 / 1  | 4–1   | 80% |
| В-П                                    | 2–5 | 10–9 | 0–1          | 0–0          | 0–0          | 0–0          | 0–0          | 0 / 15 | 12–15 | 44% |